# Ulf Norberg (Skispringer)
Ulf Nils Johan Norberg (* 28. Juli 1941 in Själevad; † 18. Januar 2024 in Bonässund) war ein schwedischer Skispringer.

## Werdegang
Norberg, der für den IF Friska Viljor startete, gab sein internationales Debüt bei der Vierschanzentournee 1964/65. Nachdem er aber auf der Schattenbergschanze in Oberstdorf nicht über Rang 47 hinauskam, brach er die Tournee nach nur einem Springen ab und beendete sie schließlich auf Rang 40 der Gesamtwertung. Ein Jahr später bestritt er bei der Vierschanzentournee 1965/66 erstmals alle vier Springen. Dabei erreichte er beim Auftaktspringen in Oberstdorf mit Platz 39 sein bestes Einzelresultat. In der Gesamtwertung erreichte er den 41. Platz.
Bei den Olympischen Winterspielen 1968 in Grenoble sprang er von der Normalschanze auf 65,5 und 66 Meter und belegte damit den 48. Platz.

## Erfolge

### Vierschanzentournee-Platzierungen
| Saison  | Platz | Punkte |
| ------- | ----- | ------ |
| 1964/65 | 40.   | 679,2  |
| 1965/66 | 41.   | 662,9  |